# Charles-de-Gaulle – Étoile (stanice RER v Paříži)
Charles-de-Gaulle – Étoile je podzemní nádraží příměstské železnice RER v Paříži, které se nachází na hranicích 8., 16. a 17. obvodu pod náměstím Place Charles-de-Gaulle. Slouží pro linku RER A. Podzemním tunelem je propojeno se stejnojmennou stanicí, kde je možné přestoupit na linky 1, 2 a 6 pařížského metra. V roce 2005 činil počet denních pasažárů zhruba 50 000.

## Historie
Výstavba podzemní stanice začala v lednu 1964 a základní část byla dokončena v listopadu 1965. Autorem je architekt Pierre Dufau. Linka RER A byla uvedena do provozu mezi stanicemi Nation a Boissy-Saint-Léger v roce 1969 a 19. ledna 1970 bylo otevřeno nádraží pod názvem Étoile na úseku do stanice La Défense. Ještě téhož roku získala stanice svůj dnešní název Charles-de-Gaulle - Étoile.

## Architektura
Architektura a styl tohoto nádraží odpovídá ostatním pařížským stanicím na této trati. Rozměry nádraží jsou 225 m délky a 21 m šířky.